# Michael Edwardes
Michael Edwardes, född 11 oktober 1930 i Port Elizabeth i Sydafrika, död 15 september 2019, var en sydafrikansk-brittisk företagsledare. Han var känd som chef för British Leyland 1977–1982.[källa behövs] Michael Edwardes gjorde karriär inom batteritillverkaren Chloride och dess dotterbolag Alkaline innan han blev chef för British Leyland 1977.